# 收税人

A tax collector at work – from an illustration by Henry Holiday in Lewis Carroll's The Hunting of the Snark (1876).

收税人（tax collector或taxman），或译为税吏、税务人员，是收集来自其他人或企业欠税的人。收税人往往在刻画小说为邪恶的。

## 歷史

### 聖經中的稅吏
稅吏在聖經中多次被提及（主要是在新約中）。 他們因貪婪和與羅馬占領者合作而受到耶穌時代的猶太人的辱罵。收稅員通過要求繳納超過羅馬徵收的稅款並保留差額來積累個人財富。 他們為稅收農民工作。 在路加福音中，耶穌同情稅吏撒該，這引起了群眾的憤怒，他們認為耶穌寧願成為罪人的客人，也不願成為更受尊敬或“正義”的人的客人。 新約中的使徒馬太是一名稅吏。

## 参看
- District collector
- Tax farming
- Tax noncompliance
- Taxman
- Withholding tax